# Sikorsky MH-53
Sikorsky MH-53 Pave Low je velik dvomotorni transportni vojaški helikopter, ki so ga uporabljale Ameriške letalske sile za bojno iskanje in reševanje (CSAR). MH-53 je razvit iz mornariškega helikopterja Sikorsky CH-53 Sea Stallion. USAF je septembra 2008 upokojila helikopterje MH-53 in jih nadomestila s hitrejšimi tiltrotorji CV-22B Osprey.
Pave Low je bil namenjen penetraciji na nizkih višinah globoko v sovražnikovo ozemlje, v slabem vremenu in ne glede na čas dneva. Velikokrat ga je spremljal MC-130H Combat Talon ali pa MC-130P Combat Shadow.

## Tehnične specifikacije (MH-53J)
Podatki iz USAF MH-53J/M, International Directory, Vectorsite
Splošne karakteristike
- Posadka: 6 (2 pilota, 2 inženirja in 2 operaterja strojnice)
- Število sedežev: 37 vojakov (največ 55)
- Dolžina: 88 ft (28 m)
- Premer rotorja: 72 ft (21,9 m)
- Višina: 25 ft (7,6 m)
- Teža praznega letala: 32000 lb (14515 kg)
- Maks. vzletna teža: 46000 lb (50000 lb) (21000 kg)
- Pogon letala: 2 ×  turbogredni motor T64-GE-100, 4330 KM (3230 kW)  vsak
- Rotor: 6-kraki glavni, 4-kraki repni rotor

 Zmogljivost 
- Maks. hitrost: 170 vozlov (196 mph, 315 km/h)
- Potovalna hitrost: 150 vozlov (173 mph, 278 km/h)
- Doseg: 600 navtičnih milj (1100 km) možnost povečanja z zračnim prečrpavanjem goriva
- Višina leta: 16000 ft (4900 m)